# Parada ljubezni
Parada ljubezni je četrti solistični studijski album slovenskega raperja N'toka (tretji v slovenskem jeziku), izdan leta 4. novembra 2010 pri založbi Beton Records. Glasbena redakcija Radia Študent je album označila za najboljšo domačo ploščo leta 2010. N'toko je za vsa besedila, vokale in glasbene podlage (razen ene – soproducent albuma je Igor Vuk) poskrbel sam. 

## Glasba
Besedila so družbenokritična, predvsem kritičen je izvajalec do sodobnih oblik nestrpnosti. V »N'toko ne obstaja« se z zanikanjem samega sebe znebi svojega ega in tako, pravi v nekem intervjuju, lažje sporoči stvari, ki jih želi z albumom sporočiti. V pesmi »Zig zig« postavi ogledalo Slovencem, kot njihove temeljne vrednote omenja varnost, udobje in zasebnost, govori pa tudi o novih oblikah nacizma v današnjem svetu. V »Khan in Barbi« se ukvarja s problematiko, ki zadeva spolno identiteto. V »Živih mejah« govori o individualizmu in o zaigrani zunanji podobi, v katero posameznik zavija resničnega sebe. V zaključni pesmi »Parada ljubezni« sporoča, da je individualizem novodobno čredništvo. S pomočjo podobe iz stare slovenske freske Mrtvaški ples nakaže, da kot skupnost oz. družba obstajamo, a vsak bi bil raje sam.

## Seznam pesmi
Vse pesmi je napisal Miha Blažič.
1. »N'toko ne obstaja« – 3:46
2. »Zig zig« – 4:05
3. »Neznosna lahkotnost življenja« – 4:10
4. »Žive meje« – 3:44
5. »Joe le Taxxxi« – 4:10
6. »Panda mafija« – 3:22
7. »Slovenec nism« – 2:36
8. »Zombi caffe« – 4:54
9. »Khan in Barbi« – 5:07
10. »Parada ljubezni« – 3:20